# Выборы губернатора Кемеровской области (2024)
 Досрочные выборы губернатора Кемеровской области — Кузбасса состоялись в Кемеровской области 8 сентября 2024 года в единый день голосования. Голосование проходило три дня с 6 по 8 сентября.
В Кемеровской области было зарегистрировано 1 896 365 избирателей

## Предшествующие события
11 мая 2024 года утверждённый Государственной Думой председатель Правительства России Михаил Мишустин выдвинул кандидатуру действующего губернатора Кемеровской области Сергея Цивилёва на пост Министра энергетики РФ. Комитет поддержал предложение премьер-министра, и 14 мая депутаты Госдумы утвердили кандидатуру в должности. В тот же день Президент России Владимир Путин подписал указ о назначении Сергея Евгеньевича на пост Министра энергетики. 15 мая Владимир Владимирович назначил Первого заместителя Губернатора Кузбасса — председателя Правительства области Илью Середюка временно исполняющим обязанности Губернатора Кемеровской области — Кузбасса.

### Избирательная кампания
- 5 июня 2024 года Законодательное собрание Кузбасса назначило выборы на 8 сентября 2024 года [9]

### Выдвижение кандидатов
15 июня 2024 года региональная конференция ЕР выдвинула Илью Середюка кандидатом на выборах губернатора Кемеровской области.
«Справедливая Россия» выдвинула Скворцова Юрия Петровича, ЛДПР — Городештян Марию Сергеевну, «Новые люди» — Клейстера Романа Юрьевича, а КПРФ — Карпова Александра Владимировича.

## Кандидаты
| Кандидат | Кандидат                      | Деятельность/должность (на момент выдвижения)                                      | Субъект выдвижения                | Статус           | Кандидаты в Совет Федерации |
| -------- | ----------------------------- | ---------------------------------------------------------------------------------- | --------------------------------- | ---------------- | --- |
|          | Мария Сергеевна Городештян    | депутат Законодательного собрания Кемеровской области — Кузбасса                   | ЛДПР                              | зарегистрирована | |
|          | Александр Владимирович Карпов | депутат Совета народных депутатов Беловского городского округа, директор ООО «КУБ» | КПРФ                              | зарегистрирован  | |
|          | Роман Юрьевич Клейстер        | депутат Законодательного собрания Кемеровской области — Кузбасса                   | «Новые люди»                      | зарегистрирован  | |
|          | Илья Владимирович Середюк     | временно исполняющий обязанности губернатора Кемеровской области                   | «Единая Россия»                   | зарегистрирован  | - Алексей Зеленин, председатель Законодательного собрания Кемеровской области — Кузбасса - Николай Сенчуров, депутат Законодательного собрания Кемеровской области — Кузбасса - Алексей Синицын, действующий сенатор от Кемеровской области |
|          | Юрий Петрович Скворцов        | заместитель председателя Законодательного собрания Кемеровской области — Кузбасса  | «Справедливая Россия — За правду» | зарегистрирован  | |

## Предвыборная агитация
Период агитации продлился с 10 августа до 6 сентября.
7 августа 2024 года прошла жеребьевка по распределению эфирного времени . 19 августа должны были пройти теледебаты между кандидатами, но никто не явился. 4 сентября по всей области прошел день молодого избирателя. 5 сентября прошла прямая линия с Ильей Середюком в эфире радио «Маяк». 

## Результаты
| Место                       | Место                       | Кандидат                    | Партия                      | Голосов   | %       |
| --------------------------- | --------------------------- | --------------------------- | --------------------------- | --------- | ------- |
|                             | 1.                          | Илья Середюк                | Единая Россия               | 949 185   | 78,38 % |
|                             | 2.                          | Мария Городештян            | ЛДПР                        | 86 971    | 7,18 %  |
|                             | 3.                          | Александр Карпов            | КПРФ                        | 71 770    | 5,93 %  |
|                             | 4.                          | Юрий Скворцов               | Справедливая Россия         | 59 699    | 4,93 %  |
|                             | 5.                          | Роман Клейстер              | Новые люди                  | 36 034    | 2,98 %  |
| Действительных бюллетеней   | Действительных бюллетеней   | Действительных бюллетеней   | Действительных бюллетеней   | 1 203 659 | 99,40 % |
| Недействительных бюллетеней | Недействительных бюллетеней | Недействительных бюллетеней | Недействительных бюллетеней | 7 281     | 0,60 %  |
| Всего                       | Всего                       | Всего                       | Всего                       | 1 210 940 | 100 %   |
|                             |                             |                             |                             |           |         |
| Явка                        | Явка                        | Явка                        | Явка                        | 1 210 940 | 64,57 % |
| Общее число избирателей     | Общее число избирателей     | Общее число избирателей     | Общее число избирателей     | 1 896 365 |         |

Явка составила 64,57 %, Илья Середюк победил на выборах главы региона, набрав 78,38 % голосов. Второе место заняла Мария Городештян от ЛДПР с 7,18 % голосов, третьим стал Александр Карпов с результатом 5,93 % голосов, на четвёртом месте оказался Юрий Скворцов с 4,93 % голосов, а на пятом — Роман Клейстер с 2,98 % голосов.
12 сентября 2024 года Илья Владимирович вступил в должность губернатора области.

## Мнения
Председатель Общественной Палаты Кемеровской области — Кузбасса Владислав Овчинников объяснил снижение явки относительно усталостью жителей от выборов. При этом  Владислав Алексеевич заявил, что явка в 60-70% является хорошим результатом.

Этот тезис не новый, социологи про это тоже говорят, что, конечно, у нас возникает первая усталость от выборов. Когда одни, вторые, третьи выборы — это немного притупляет интерес. Во-вторых, некоторые люди посчитали, и мы их пытались переубедить, что самые главные выборы — это выборы президента. Губернатор — важно, но главное — выбрали президента, говорят они.
[В сравнении с другими регионами] мы опять в лидерах. Поэтому такая ситуация является типичной для всех регионов. Если бы мы просели по явке, а другие регионы «рванули», тогда можно было серьёзно анализировать.
— Владислав Овчинников